# Jonathan Erdmann
Jonathan Erdmann (Potsdam, 12 de março de 1988) é um voleibolista indoor e jogador de vôlei de praia alemão medalhista em campeonatos mundiais em três categorias.

## Carreira
Em 2004 estreava nas areias e formava dupla com Stefan Windscheif  quando terminaram em quarto lugar no Campeonato Europeu Sub-18 sedado em Mysłowice, e juntos estiveram no Campeonato Mundial Sub-19 de 2005 realizado em Saint-Quay-Portrieux e foram finalistas e terminaram no quarto posto.
Na temporada de 2005 ainda disputou o Cameonato Europeu em Illichivsk com Matthias Penk e finalizaram em sétimo lugar e em 2006 passou a atuar com Marvin Klass  e foram medalistas de ouro no Campeonato Mundial Sub-19 em Bermudas e com Tilo Backhaus finalizou e nono lugar no Mundial Sub-21 em Mysłowice.
Em 2006 disputou com Stefan Windscheif o Campeonato Europeu Sub-20 em Ankaran obtendo o ouro, em seguida terminou em quinto com Marvin Klass no Campeonato Europeu Sub-20 em Scheveningen e novamente com Stefan Windscheif participaram juntos no Mundial Sub-21 de 2007 em Modena conquistou o bronze e com este jogador ternou em quto lugar no Campeonato Europeu Sub-23 de 2008 na cidade de Espinho e nese mesmo ano com Marvin Klass termnu e nono no Mundial Sub-21 em Brighton.
Em 2009 passa a formar dupla com Kay Matysik e no ano de 2012 disputou os Jogos Olímpicos de Verão de Londres obtendo o nono lugar e em 2013 conquistaram a medalha de broze no Mundial realizado em Stare Jabłonki e a parceria terminou em 2016.Jogou com Marcus Popp em 2010 e 2015, neste mesmo ano esteve com Clemens Wickler, em 2016 com Stefan Windscheif, com Armin Dollinger em 2017, de 2018 a 2019 com Max Betzien e em 2019 ainda atuou com Sven Winter em suas recentes dsas do cicuito mundial, em 2020 com Dan John e em 2021 com Nejc Zemljak.Na temporada 2019-20 passou atuar no voleibol indoor pelo clube Netzhoppers KW-Bestensee e na jornada 2021-22 competiu na segunda divisao pelo Kieler TV.